# Bilion
Bilion (skrót: bln) – liczba o wartości: 1 000 000 000 000 = 1012 (czyli 1000 miliardów), w krajach stosujących długą skalę.
W krajach stosujących krótką skalę (głównie kraje anglojęzyczne) leksykalne bilion oznacza liczbę 109, czyli miliard na długiej skali.
W układzie SI mnożnikowi 1012 odpowiada przedrostek jednostki miary tera o symbolu T, a jego odwrotności (jedna bilionowa) 10-12 odpowiada piko o symbolu p.